# Теракт в Кашгаре (2011)
Террористический акт в Кашгаре — двухдневный бой в китайском городе Кашгаре между полицейскими силами и экстремистами из Исламского движения Восточного Туркестана. Тренировочный лагерь боевиков располагался в Пакистане.

## Ход атаки

### Первый день
30 июля 2011 года в 22 часа 30 минут в Кашгаре сдетонировали две бомбы, оба заминированных автомобиля взорвались преждевременно: один возле припаркованного микроавтобуса, другой рядом с рестораном. Трое прохожих и водитель микроавтобуса скончались от взрывов, двое подозреваемых скрылись с места преступления. Раненые посетители ресторана были доставлены в больницу, полиция оцепила район. В 23:45 два вооружённых уйгурских боевика угнали синий грузовик на светофоре, зарезав его водителя. Они выехали на тротуар и стали сносить продуктовые лавки, давя пешеходов. В конце концов грузовик остановился, а прохожие стали избивать нападавших, линчевав одного и тяжело ранив другого. 27 пешеходов получили травмы, а восемь были задавлены грузовиком насмерть.

### Второй день
На следующий день в 16:30, группа из 12 мужчин (вооружённая огнестрельным оружием и ножами) бросила взрывчатку в ресторан. Данный ресторан принадлежал представителям этнической группы хань. Когда посетители ресторана попытались бежать на улицу из горящего помещения, боевики стали резать их ножами. Владелец ресторана, официант и четыре посетителя были зарезаны насмерть. 12 других посетителей получили травмы. Когда на место происшествия прибыла пожарная охрана и полиция, боевики открыли по ним огонь из пистолетов. Пять боевиков были убиты, а трое получили ранения.